# 論山警察署
論山警察署（ノンサンけいさつしょ）は、忠南地方警察庁所管の警察署である。

## 管轄区域
- 論山市、鶏龍市

## 沿革
- 1945年10月21日 - 江景警察署として開署
- 1996年6月29日 - 論山郡の市昇格に伴い論山警察署に名称変更

## 管轄地区隊
論山市
- 論山地区隊
- 錬武地区隊
- 江景地区隊

鶏龍市
- 鶏龍地区隊

## 管轄派出所
論山市
- 連山派出所
- 上月派出所
- 陽村派出所

## 管轄治安センター
論山市
- 恩津治安センター
- 可也谷治安センター
- 彩雲治安センター
- 城東治安センター
- 光石治安センター
- 伐谷治安センター
- 夫赤治安センター
- 魯城治安センター

## 管轄哨所
論山市
- ソンジョン哨所